# Òscar Ribas Reig
Òscar Ribas Reig (San Julián de Loria, 26 de octubre de 1936-Ib., 18 de diciembre de 2020) fue un político, empresario y abogado andorrano. Fue presidente del Gobierno de Andorra durante dos mandatos, entre 1982 y 1984 y entre 1990 y 1994.

## Biografía
Hijo de madre andorrana y padre gerundense (España). Desde niño se trasladó a España, donde estuvo viviendo en la ciudad española de Barcelona, allí realizó sus estudios, asistiendo al Colegio La Salle Bonanova y posteriormente se licenció en derecho por la Universidad de Barcelona en el año 1959, en 1961 realizó una maestría en filosofía política por la Universidad de Friburgo en Suiza. Tras haber finalizado sus estudios comenzó a trabajar en el grupo empresarial de su familia Reig Patrimonia.
Más tarde se inició en el mundo de la política, como Secretario en el Ayuntamiento de su población natal San Julián de Loria entre 1963 y 1965, después siguió entrando en el Partido Nacional Liberal, con el que fue parlamentario del Consejo General de Andorra entre los años 1972 y 1975 y seguidamente entre 1976 y 1979.
Durante estos periodos fue nombrado Ministro de Hacienda.
Tres años más tarde fue elegido por el Consejo General, como el primer Jefe del Gobierno de Andorra, juramentando su cargo el día 8 de enero del año 1982, hasta que el día 21 de mayo de 1984 fue sucedido por el político Josep Pintat-Solans y posteriormente volvió a ocupar por segunda vez el cargo de jefe del gobierno el día 12 de enero del año 1990 hasta el 7 de diciembre de 1994 que fue sucedido en el cargo por el andorrano Marc Forné Molné.
Durante sus dos mandatos como Jefe del Gobierno de Andorra, tuvo un papel clave en la creación y aprobación de la Primera Constitución de Andorra del año 1993, donde el país se convirtió en un Estado de Derecho tras la aprobación del referéndum celebrado el día 14 de marzo de ese mismo año.
Posteriormente, fundó la coalición política de centro-derecha Agrupamiento Nacional Democrático, con el que se presentó a las Elecciones Parlamentarias de Andorra de 1993 logrando renovar su cargo como Jefe del Gobierno.
Un año más tarde, en 1994 tras no haber sido aprobado su programa económico por el Consejo General de Andorra, anunció públicamente su renuncia de la Jefatura del Gobierno haciéndose efectiva en diciembre de 1994.
Tras haber finalizado su carrera política, volvió a trabajar en el grupo empresarial de la familia, donde fue el presidente del banco Banca Reig y Vicepresidente del Banco Agrícola del cual en la actualidad es Andorra Banc Agrícol Reig (Andbank) y Òscar Ribas Reig es el presidente Honorario desde el año 2002, además perteneció al consejo de administración de numerosas empresas.
También durante unos años presidió el grupo familiar Reig Patrimonia.
Por su labor en el gobierno de Andorra y al haber sido el primer Jefe del Gobierno, fue llamado a la Organización de las Naciones Unidas, donde pronunció un discurso en catalán (siendo el primer discurso en ese idioma ante la ONU) que trataba sobre la defensa de la lengua y la cultura catalana, por el que ha recibido numerosos reconocimientos.
En el año 1996 se convirtió en doctor honoris causa de la Universidad de las Islas Baleares, la cual pertenece a su junta de gobierno.
Actualmente es Correspondiente Extranjero en la Real Academia de Ciencias Económicas y Financieras de la ciudad de Barcelona.
Falleció el 18 de diciembre de 2020 a los ochenta y cuatro años.

## Premios y condecoraciones
- Premios 31 de Diciembre, 1993.
- Premi de l'Associació Nacional de la Llengua Catalana, 1994.
- Premi Ramon Aramon i Serra, 1994.
- Premios Ágora Cultural, 2007.
- Comandante de la Legión de Honor, 2011.[7]